# 荷塘乡 (莲花县)
荷塘乡，是中华人民共和国江西省萍乡市莲花县下辖的一个乡镇级行政单位。

## 行政区划
荷塘乡下辖以下地区：
庙下村、楼下村、白竹村、安泉村、寒山村、文塘村、珊溪村、湾里村、井下村、严塘村、双岭村和长曲湾村。